# Hercules hydraulmotor
Hercules hydraulmotor är en hydraulmotor som säljs av företaget Integrated Drives Sweden AB i Örnsköldsvik.
Hercules hydraulmotor var när den kom 2001 en av världens starkaste hydraulmotorer. Motorn kan byggas för rotation eller linjärrörelse. Med roterande axel eller fast axel och roterande motorhus. Motorn byggs i moduler, på grund av dess storlek. Modulbyggandet innebär att motorer i princip kan byggas obegränsat stora.